# Parafia Matki Boskiej Ostrobramskiej w Brockton
Parafia Matki Boskiej Ostrobramskiej w Brockton ((ang.) Our Lady of Ostrobrama Parish) – parafia rzymskokatolicka położona w Brockton w stanie Massachusetts w Stanach Zjednoczonych.
Nazwa parafii jest związana z kultem Matki Boskiej Ostrobramskiej.
Ustanowiona w 1914 roku. Była jedną z wielu etnicznych, polonijnych parafii rzymskokatolickich w Nowej Anglii.
Parafia zamknięta 31 grudnia 2001 roku.